# Емельянов, Пётр Емельянович
Пётр Емелья́нович Емелья́нов (23 января 1935, Калмаш, Башкирская АССР — 26 октября 2019) — советский марийский педагог. Народный учитель СССР (1980).

## Биография
Родился 23 января 1935 года в селе Калмаш (Башкирская АССР) в простой марийской семье.
Отец был инструктором райкома ВКП(б), погиб на фронте в 1944 году, мать работала в колхозе.
В 1950 году окончил Киебаковскую семилетнюю школу и поступил в Краснокамское педагогическое училище в посёлке Николо-Берёзовка Башкирской АССР. После окончания училища работал учителем Ново-Килбахтинской семилетней школы.
В 1954—1957 годах служил в Советской Армии, в ограниченном контингенте Вооруженных Сил СССР в Германии.
Затем — учитель Старо-Тураевской начальной школы, воспитатель пришкольного интерната.
С 1958 по 1963 год учился на историко-филологическом факультете Марийского педагогического института им. Н. К. Крупской.
После института работал учителем русского языка Елеевской средней школы в Параньгинском районе Марийской АССР. С ноября 1963 по 1993 год — учитель марийского языка и литературы Оршанского педагогического училища (ныне — Оршанский педагогический колледж).
В училище руководил творческим объединением им. М. Шкетана. Он является составителем программы по методике преподавания марийского языка, марийской детской литературы для педучилищ. Именно Пётр Емельянович по праву считается основателем школьного марийского отделения в педколледже.
Его методическая работа: это более тысячи публикаций в газетах и журналах, в том числе в журналах «Начальная школа», «Ончыко», «Марий Эл учитель», «Пачемыш»; 17 учебных программ по марийскому языку. Он является автором ряда учебников и методических пособий: «Дидактический материал по марийскому языку для 2-го класса», «Марийский язык во 2-м классе», «Чтение во 2-м классе», «Кружок родного языка в начальной школе», «Программа по марийскому языку для 1-4 классов» и многих других. Его учебники отличает стремление отойти от стандарта, сделать уроки живыми, неординарными. Он — автор 15 книг для детей. В 2006 году вышла его книга «Марий йылме кружок», в 2007 — «Фольклорный кружок» и учебник «Марийский язык» для 3 класса (в соавторстве).
Народный депутат СССР (1989—1991). Все трудовые годы был членом Профессионального союза работников народного образования и науки РФ.
Умер 26 октября 2019 года.

## Награды и звания
- Заслуженный учитель школы РСФСР (1972)
- Народный учитель СССР (1980)
- Медаль «В ознаменование 100-летия со дня рождения Владимира Ильича Ленина» (1970)
- Медаль «Ветеран труда» (1983)
- Медаль Н. К. Крупской
- Значок «Отличник народного просвещения РСФСР»
- Знак «Ударник 9-й пятилетки»
- Знак «Наставник молодежи»[3]
- Почётные грамоты Президиума Верховного Совета Марийской АССР (1968, 1973, 1985)
- Почётные грамоты Министерства просвещения РСФСР
- Почётные грамоты Министерства просвещения Марийской АССР[4]
- Почётный гражданин посёлка Оршанка[5]